# 科英布里加

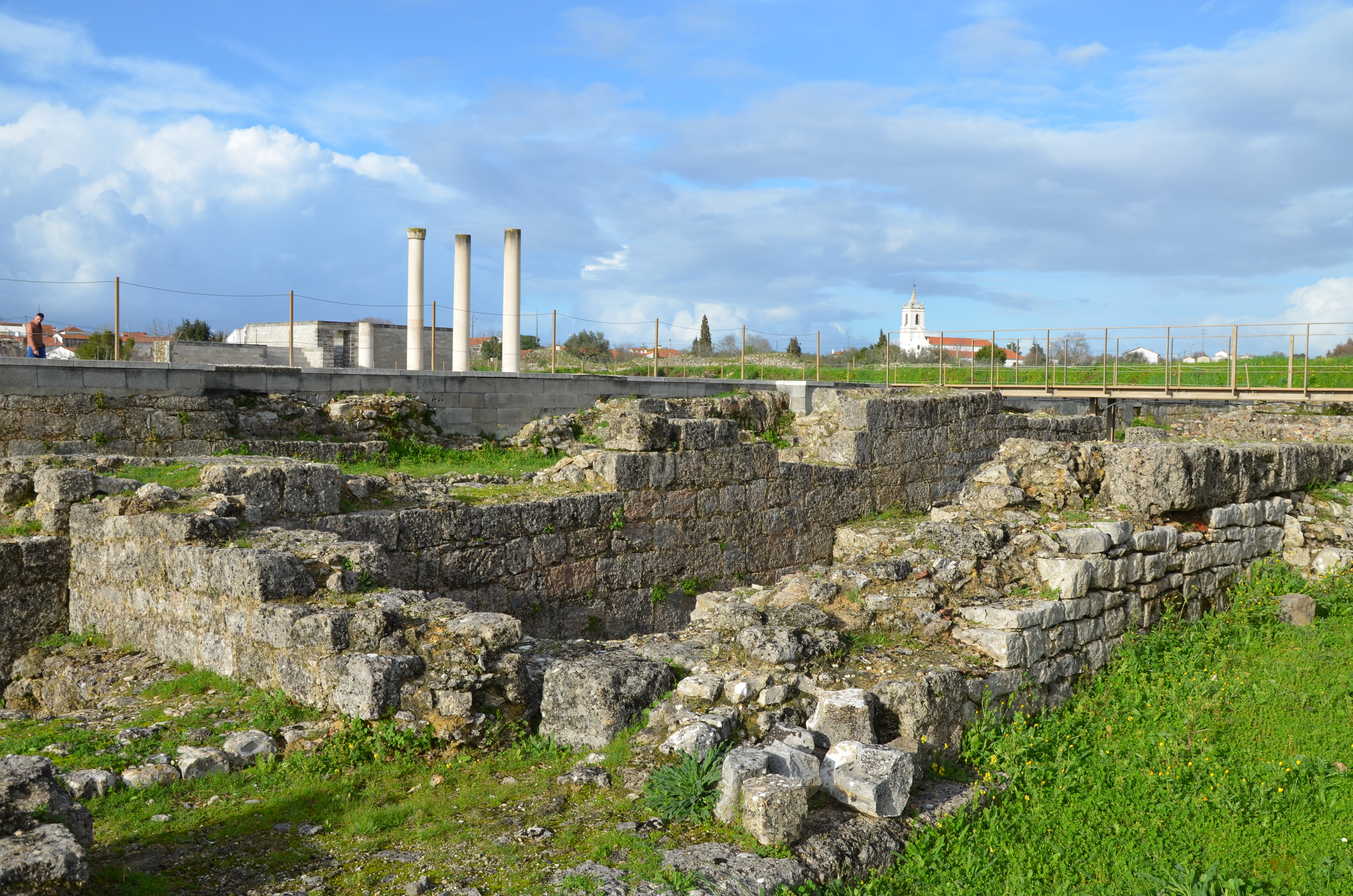

科英布里加（葡萄牙語：Conímbriga）是葡萄牙最大的羅馬帝國時期居民點遺跡，在1910年被列入葡萄牙國家紀念碑。科英布里加位於科英布拉區的城鎮新孔代沙，在歷史上建有城牆。雖然科英布里加不是羅馬帝國時期葡萄牙最大的城市，但卻是保存狀態最好的城市。考古學家估計這座城市僅有10%的部分被發掘出來。

## 外部連結
- Conímbriga
- Multimedia gallery of Conímbriga Museum （页面存档备份，存于）
- Flavian Forum of Conímbriga
- Italica Romana - Reconstructions of Conímbriga （页面存档备份，存于）
- O forum de Conimbriga e a evolução do centro urbano （页面存档备份，存于）
- The Flavian Forum of Conimbriga in VRML